# Atlantis (Hans Dominik)
Atlantis ist ein 1925 veröffentlichter Science-Fiction-Roman (damals: Zukunftsroman, oder auch utopisch-technischer Roman) des Autors Hans Dominik, der zuweilen auch als Fortsetzung eines früheren Romans des Autors, Die Macht der Drei, angesehen wird.

## Handlung
Man schreibt das Jahr 2000. Das Weltgeschehen wird von drei Machtblöcken bestimmt: dem europäischen Staatenbund mit Hauptsitz in Bern, dem afrikanischen Kaiserreich unter Kaiser Augustus Salvator und dem amerikanischen Machtblock. Zwei Hamburger, Uhlenkort, ein Minenmagnat, und Tredrup, ein Ingenieur und Abenteurer, treffen sich zufällig bei einer Zirkusaufführung in Timbuktu, dem afrikanischen Kaisersitz. Unbemerkt sind auch weitere wichtige Personen des Romans hier: die von einer mit Uhlenkort verbundenen Hamburger Händlerfamilie abstammende Amerikanerin Christina Harleesen, derzeit Kunstreiterin, der amerikanische Kapitalist Guy Rouse und dessen Frau und Helferin, die schöne Mexikanerin Juanita, einst Freundin Tredrups. Kaiser Augustus hat große Pläne; er treibt am Tschadsee einen tiefen Schacht in die Erde, um Karbid zu fördern und die afrikanische Wirtschaft anzukurbeln. Gleichzeitig fordert er vom durch Europa unterstützten Südafrika die Anerkennung der Rassengleichheit. Ein Krieg scheint denkbar; Rouse, ein skrupelloser Gewinnler mit einnehmendem Charakter, soll ihm amerikanische U-Boote für einen eventuellen Konflikt besorgen. Gegen entsprechende Bezahlung ist dieser nur zu gerne bereit. Doch noch ein weiteres Großereignis kündigt sich an: die Verbreiterung des Panamakanals durch Rouses New Canal Company durch gigantische Explosionen.
Europa veröffentlicht eine Resolution gegen die gleichzeitige (weil kostengünstigere) Sprengung aller Bomben; laut einem nur mit „J.H.“ unterzeichneten Gutachten soll dieses Vorgehen zu einer Umleitung des Golfstroms und damit zu einer Vereisung Nordeuropas bis nach Berlin führen. Die öffentliche Meinung in Amerika ist den europäischen Bedenken durchaus gewogen, die amerikanische Regierung ordert die gestaffelte Sprengung an, wie im Gutachten beschrieben. Doch Rouse ist damit nicht einverstanden. Er benutzt Juanita dazu, den Chefingenieur des Kanalprojekts, Smith, dazu zu bringen, Nebenschaltungen einzurichten; so soll eine zufällige und unerwartete Sprengung aller Sprengsätze durch den Druck der Explosionen simuliert werden.
Bei der Sprengung kommt es tatsächlich zur Katastrophe: Der Isthmus reißt auf, der Golfstrom wird umgeleitet. In Nordeuropa kommt es zu einer Panik, eine neue Völkerwanderung Richtung Süden beginnt. Kaiser Augustus sieht sich nun dem Ziel nahe; dank der erfolgreichen Mine am Tschadsee sieht er sich in einer günstigen Position. Er übt Druck auf Südafrika aus, das viele Nordeuropäer aufnehmen wird; die Rassengleichheit soll akzeptiert werden. Für Uhlenkort würde dies einem Abstieg der weißen Rasse und damit dem Niedergang gleichkommen. Er bespricht mit Tredrup, was man tun könnte. Der Ingenieur, in einen „Mischling“ verwandelt, lässt sich beim Schacht einstellen und sabotiert diesen durch eine ungeheure Explosion, die Wasser in den Schacht eindringen lässt, das mit dem Karbid reagiert und eine Feuersäule bis in die Stratosphäre schickt.
Rouse lässt unterdessen Christina Harleesen, die inzwischen Uhlenkort kennengelernt hat und von diesem zur Rückkehr in ihre „Blutsheimat“ Hamburg und zu ihrer Familie gedrängt worden ist, entführen. Etwas in ihm begehrt die als rein, intelligent, ehrlich und anpackend beschriebene Frau, er will sie unter seine Macht bringen. Uhlenkort und Tredrup gelingt es aber, von ihr per Funk herbeigerufen, Harleesen zu befreien.
Gleichzeitig kommt es an vielen Stellen im Atlantik zu seltsamen Ereignissen; Black Island in der Nähe von Spitzbergen hebt sich weiter aus dem Meer; auch das alte Vineta in der Nähe Rügens hebt sich. Hinter den Ereignissen steht ein alter Freund Uhlenkorts, Johannes Harte, der als „J.H.“ auch das Gutachten über die Sprengungen verfasst hatte. Harte hat einen hypnotischen Charakter, kann Massen beeinflussen und verfügt über geheimnisvolle Geräte, die ihm die Übertragung von Energien über Distanzen erlauben, die sogenannte telenergetische Konzentration. Diese Macht scheint ihm von höheren, mystischen Kräften verliehen und an Ringen an seiner Hand festgemacht zu sein. Er schwankt unter seiner Aufgabe, hebt aber dann Atlantis vom Meeresboden hoch. Ebenso hebt er den Boden des Panamakanals wieder an, wodurch er Rouse ruiniert und den Golfstrom wieder in die gewohnten, „lebenspendenden“ Bahnen führt. Rouse, nun verzweifelt, wird von Smith aufgesucht, der von ihm Juanita fordert und ihn dann, da sein Wollen nicht befriedigt wird, erschießt.
Uhlenkamp entsendet Tredrup mit einem U-Boot nach Atlantis, denn der erste, der auf dem neuen-alten Kontinent ankommt, wird dessen Besitzer werden. Knapp schlägt Tredrup das U-Boot des Kaisers Augustus und bringt Atlantis so „fest in weiße Hand“; auf Atlantis richtet er sich in den Ruinen der alten Hochkultur ein und gründet Neu-Hamburg.

## Motive
Wie auch viele andere Romane des Autors spiegelt „Atlantis“ die nationale Geisteshaltung im damaligen Deutschland wider; dies äußert sich vor allem darin, dass deutsche Wissenschaftler die Hauptrolle spielen und mit ihren Leistungen Europa retten (in diesem Fall vor einer Eiszeit).
Angesichts der zu dieser Zeit in Europa rivalisierenden Großmächte und der Tatsache, dass Afrika größtenteils in europäische Kolonien unterteilt war, ist es erstaunlich, dass Dominik die Welt in einen afrikanischen, einen amerikanischen und einen europäischen Machtblock einteilt, die auf Augenhöhe agieren und miteinander um die Vorherrschaft ringen. Ebenfalls auffällig ist, dass der afrikanische Kaiser Augustus, auch der „schwarze Napoleon“ genannt, zumindest aus Sicht des 21. Jahrhunderts am verständlichsten und sympathischsten erscheint; so weigert er sich beim Vorantreiben seiner Ziele, darunter das Erreichen der internationalen Rassengleichheit und das Wohl des afrikanischen Bundes, Gewaltmittel zu nutzen. Verschiedene Charaktere des Romans drücken allerdings immer wieder negative Haltungen gegenüber Schwarzafrikanern aus.
Wie die Figuren von den damaligen Lesern aufgenommen wurden, ist unbekannt.
Weitere Motive sind Heimatverbundenheit und die Annahme der geschichtlich-gesellschaftlichen Größe einzelner Personen, die sich durch das Erreichen monumentaler Ziele – egal welcher Natur – ausdrücken. Eine „nationale“ Tat für das Wohl des eigenen Blocks rechtfertigt in dieser Denkweise durchaus auch Taten, die andere Menschen in Gefahr bringen oder deren sicheren Tod bedeuten.
Ähnlich wie im ein paar Jahre zuvor erschienenen „Dr. Mabuse“-Roman von Norbert Jacques haben die mächtigsten Hauptfiguren eine fast hypnotische Wirkung auf die Menschen. Auch verschiedene mystische Elemente tauchen auf, die bis ins Religiös-Verklärte spielen.

## Ausgaben
- Atlantis. Heyne Verlag, München 1997, ISBN 3-453-13375-7. (Erstausgabe: 1925)